# Millennium dansband
Millennium dansband var en serie samlingsalbum med blandade artister ur dansbandsgenren, utgivna på Mariann Grammofon åren 1999-2001. De två första utgåvorna var trippla samlingsboxar, där den första sålde över 100 000 exemplar.

## Diskografi

### Album
| Titel                                                  | Utgivning |
| ------------------------------------------------------ | --------- |
| Millennium dansband: de 70 största låtarna 1965-2000   | 1999      |
| Millennium dansband 2: de 60 största låtarna 1965-2000 | 2000      |
| Millennium dansband 1                                  | 2001      |
| Millennium dansband 2                                  | 2001      |
| Millennium dansband 3                                  | 2001      |
| Millennium dansband 4                                  | 2001      |
| Millennium dansband 5                                  | 2001      |

### Fotnoter
1. ↑  ”Millennium dansband”. Svensk mediedatabas. http://smdb.kb.se/catalog/search?q=%22Millennium+dansband%22&sort=OLDEST. Läst 22 juni 2015.
2. ↑  Michael Nystås (3 oktober 2000). ”Schlagerpop med kaxig sång”. Aftonbladet. http://wwwc.aftonbladet.se/noje/kronikor/dans/dans001003.html. Läst 22 juni 2015.